# Римський театр (Кордова)
Римський театр у  Кордові (ісп. Teatro romano de Córdoba) - давньоримський театр розташований у Кордові, Іспанія. Залишки театру знаходяться в обнесеному стіною приміщенні під сучасним Археологічним та етнологічним музеєм Кордови. За часів імператора Августа він став другим за величиною театром у Римській імперії, оскільки імператор назвав Кордову столицею Баетики, вважаючи її найбільш романізованим містом Римської імперії. 

## Історія
Римляни обрали одну з найвищих ділянок міста, за межами мурів, щоб скористатися перевагами схилу і побудувати трибуни театру. Численні дослідження вказують, що будівля може належати до періоду Августа, до 5 року до н.е., а її орнаменти та оздоблення могли відноситися до періоду Юліїв-Клавдіїв, між 14 та 69 роками н.е. Місткість театру становила близько 15 000 місць. Театр функціонував до III століття, поки його не зруйнував землетрус. У IV столітті була спроба відновити будівлю, але пограбування і використання каміння для інших будівель остаточно зруйнували ці плани. 
Зрештою, у середньовіччі територія була перетворена на житлову забудову, а на її вершині було збудовано палац родини Паес де Кастільєхо. Залишки театру залишаються накритими і донині. У 1959 році до цього палацу переїхав Археологічний музей.

## Відкриття

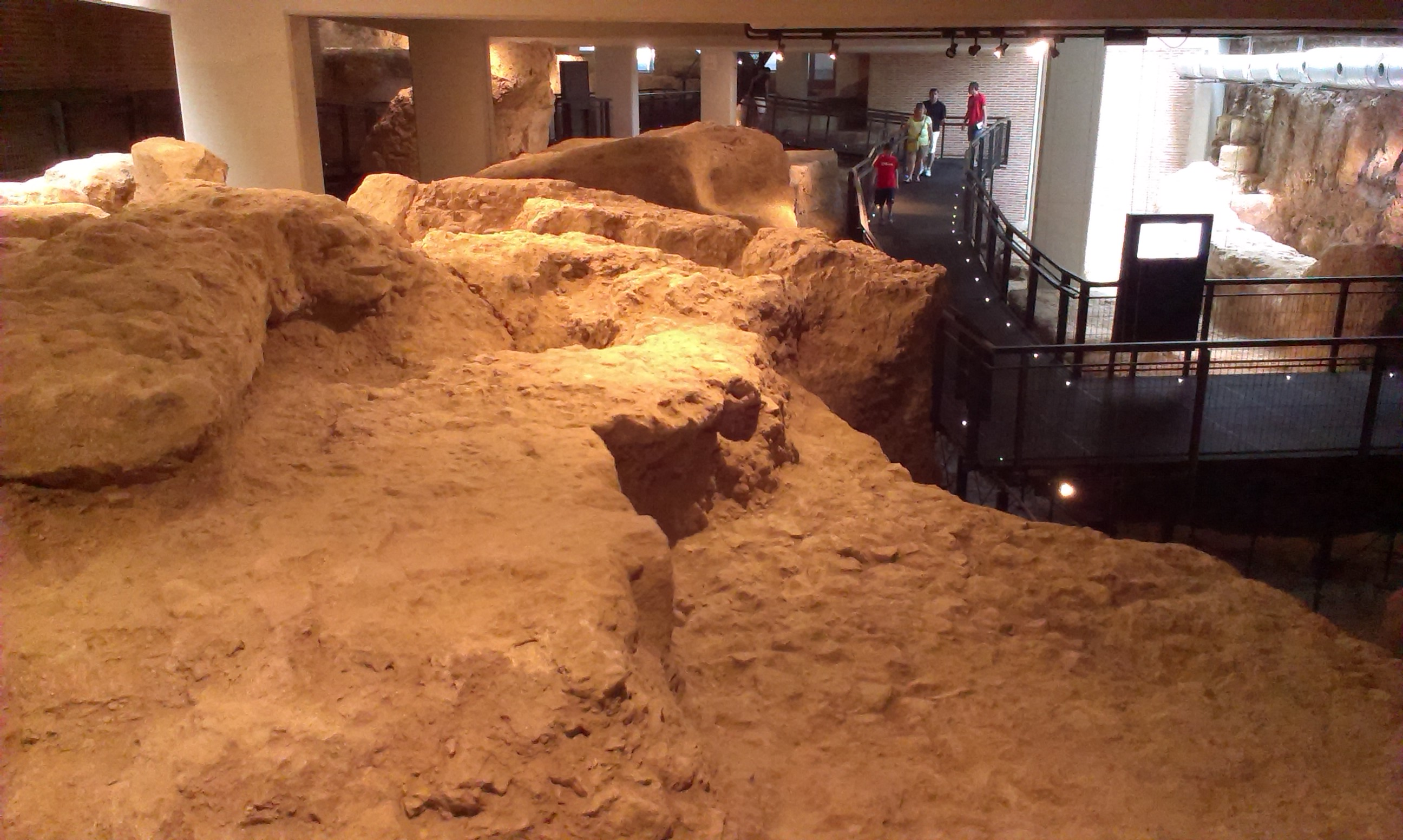
Залишки театру

Римський театр у Кордові було відкрито у 1994 році. Інформація про його існування відома з епіграфічних джерел, датованих XIX століттям. Під час археологічних розкопок було віднайдено приблизно 30% фундаменту, вдалося визначити загальні розміри театру.
Відвідати залишки споруди стало можливим завдяки нещодавній реставрації, проведеній в Археологічному музеї Кордови. Розширення полягало у створенні прибудови до музею, щоб мати можливість побачити  у більшому та чіткішому розмірі, ніж ті, що вже знаходяться всередині музею.

## Опис

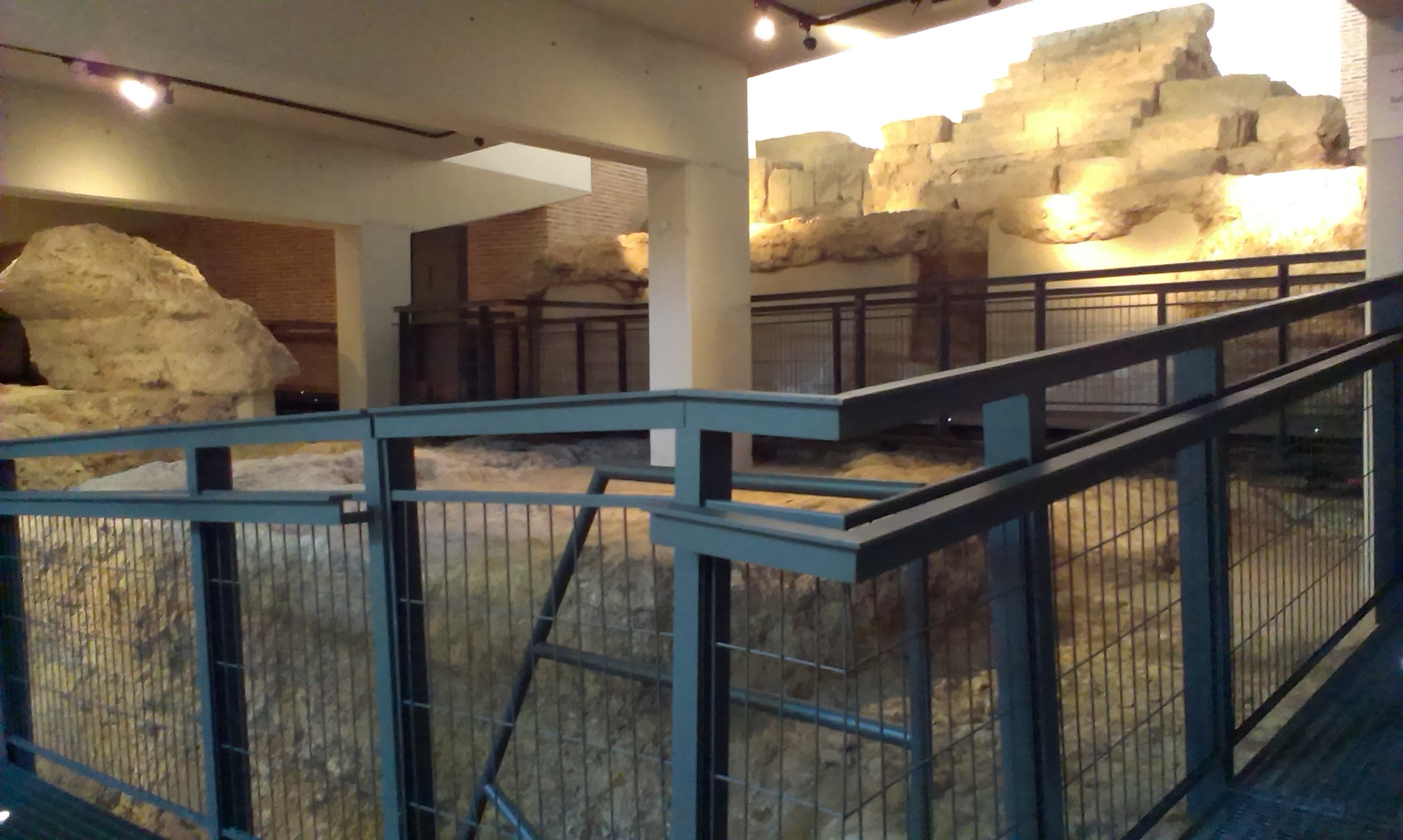
Залишки тераси

Діаметер у 124,23-метри зробив його найбільшим театром у всій Іспанії і другим за величиною в усій Римській імперії, поступаючись театру Марцелла в Римі на шість метрів.
Будівельники використали нерівності рельєфу для спорудження трибун. Ззовні, розташована серія з трьох терас, надавала доступ до різних рівнів ярусів. Сьогодні залишки цих терас можна знайти під внутрішнім двориком Археологічного музею, а частину сходинок, що з'єднували нижню і середню тераси, можна побачити у виставкових кімнатах музею.
Хоча це не було підтверджено археологічними розкопками, сучасні дослідження припускають, що площа Херонімо Паеса є скам'янілістю оркестру, тобто місця, де розташовувалися музиканти, так само, як вулиця Маркеса дель Вільяра була б скам'янілістю сцени, де відбувалася вистава. 